# Sörtés bokorcsiga
A sörtés bokorcsiga vagy pelyhes csiga (Trochulus hispidus) Európában honos, a tüdőscsigákhoz tartozó szárazföldi csigafaj. 

## Külseje
A sörtés bokorcsiga háza 4–5 mm magas, 6–9 mm széles, 5,5-6 kanyarulatból áll. A ház erősen lapított kúp formájú, színe sárgás szarubarna vagy vörösesbarna, kerületén néha világosabb sáv látható. A héj egyenetlenül rovátkolt, felszínét 0,2-0,3 mm-es szőrök borítják meglehetősen sűrűn. A szőrök könnyen letörnek, ezért inkább csak a fiatalabb példányokon láthatóak, de a tág (a ház átmérőjének 1/8-1/4 részét kitevő) köldökben is megmaradhatnak. Szájadéka félhold alakú, belső peremén fehér ajakduzzanattal. Maga a csiga barnásszürke, testének elülső része sötétebb.

## Előfordulása és életmódja

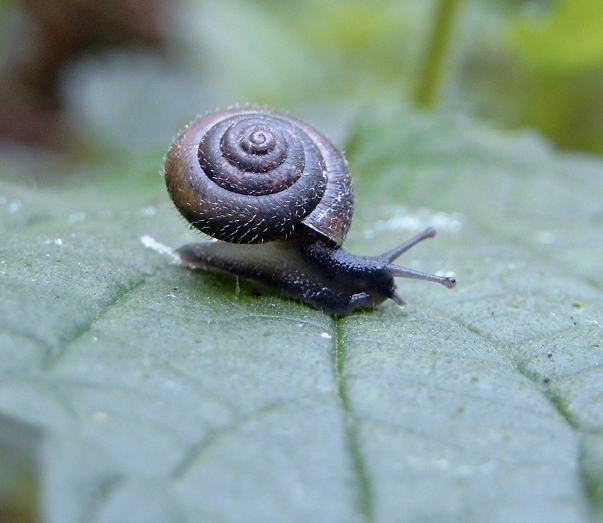
Bokorcsiga csalánlevélen

A mediterrán félszigetek kivételével egész Európában honos, a Brit-szigetektől egészen az Urálig. A Pireneusi-félszigeten Madridtól délre már nem fordul elő, csakúgy mint Görög- és Olaszországban. Az Alpokban és a Pireneusokban 2300 méter magasan is megtalálták, de jellemzően az 1600 m alatti területek lakója. Magyarországon a hegy- és dombvidékeken él, az Alföldön ritka.
A nedves, vízközeli élőhelyeket kedveli; ritkásabb erdőkben, bozótosokban, patakparton vagy kertekben, gyakran csalánosban fordul elő a növények között, a földön vagy fadarabok és kövek alatt. Megtalálható alpesi réteken, útszéli árkokban és gyomos, kórós területeken is. Spanyolországban száraz (de nem túl száraz) élőhelyeken is megél.
Április és szeptember között szaporodik; 1-1,5 mm-es petéit 15-40-es csomókban rakja le lehullott levelek alá vagy a talajba. A peték 18-25 nap múlva kelnek ki és a következő év végére lesznek ivarérettek.
Magyarországon nem védett.